# 索姆赖
索姆赖（法語：Saumeray，法語發音：[somʁɛ]）是法国厄尔-卢瓦省的一个市镇，属于沙托丹区。

## 地理
索姆赖（48°15'5"N, 1°19'12"E）面积19.46 平方千米，位于法国中央-卢瓦尔河谷大区厄尔-卢瓦省，该省份为法国北部内陆省份，北起顺时针与厄尔省、伊夫林省、埃松省、卢瓦雷省、卢瓦-谢尔省、萨尔特省和奧恩省接壤。
与索姆赖接壤的市镇（或旧市镇、城区）包括：沙龙维尔、特里宰莱博讷瓦勒、当若。

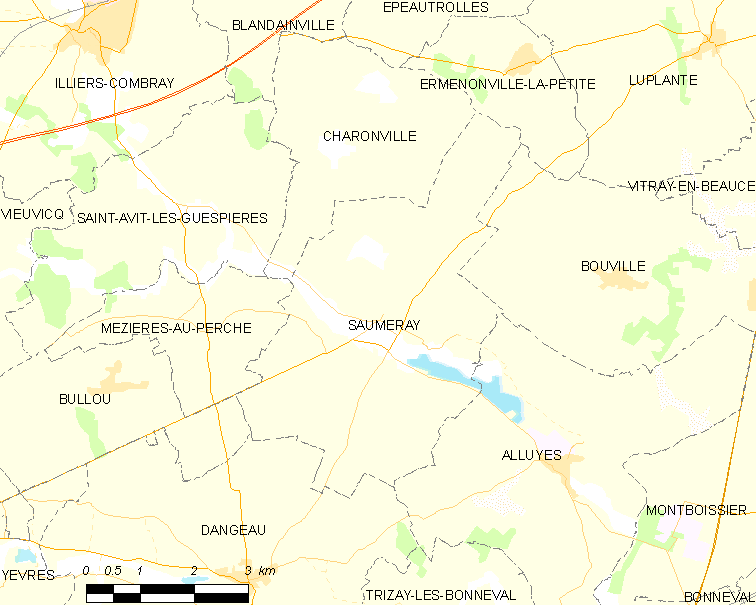
索姆赖的OSM定位图

索姆赖的时区为UTC+01:00、UTC+02:00（夏令时）。

## 行政
索姆赖的邮政编码为28800，INSEE市镇编码为28370。

## 政治
索姆赖所属的省级选区为沙托丹县。

## 人口

1962-2008年间索姆赖人口变化图示

索姆赖于2022年1月1日时的人口数量为467人。